# Верхний Токмак (Черниговский район)
Ве́рхний Токма́к (укр. Верхній Токмак) — село,
Верхнетокмакский сельский совет,
Черниговский район,
Запорожская область,
Украина.
Население по переписи 2001 года составляло 1097 человек.
Является административным центром Верхнетокмакского сельского совета, в который, кроме того, входит село 
Нижний Токмак.

## Географическое положение
Село Верхний Токмак находится на берегах реки Токмак,
ниже по течению на расстоянии в 2,5 км расположено село Зубов.
Рядом проходит железная дорога, станция Верхний Токмак 1 в 4-х км.

## История
- 1790 год — дата основания.

## Экономика
- Верхнетокмацкое хлебоприемное предприятие, ПАО.
- ЧСП «РОСТОК-АГРО».

## Объекты социальной сферы
- Школа.
- Детский сад.
- Клуб.
- Дом культуры.
- Фельдшерско-акушерский пункт.

## Достопримечательности
- Братская могила 96 советских воинов.